# Kabinett Oerter I
Das Kabinett Oerter I (auch Rat der Volksbeauftragten) bildete die Regierung des Freistaates Braunschweig 1919.
| Kabinett Oerter I – 22. Februar bis 30. April 1919 \| Amt \| Name \| Partei \| \| ------------------------- \| -------------------------------------------------------------- \| -------------- \| \| Präsident Inneres \| Sepp Oerter \| USPD \| \| Finanzen \| Sepp Oerter (geschäftsführend) Ernst Bartels ab 17. April 1919 \| USPD parteilos \| \| Landwirtschaft und Kammer \| Heinrich Jasper \| SPD \| \| Schule und Kirche \| Gustav Steinbrecher \| SPD \| \| Handel und Verkehr \| Rudolf Löhr (geschäftsführend) Otto Antrick ab 1. März 1919 \| USPD /SPD \| \| Verteidigung \| Albin Undeutsch \| SPD \| \| Recht \| August Junke \| USPD \| \| Volksbildung \| Albin Undeutsch bis 19. März 1919 Albert Schelz \| SPD \| \| Arbeit \| Carl Eckardt bis 17. April 1919 \| USPD \| \| Ernährung \| Gustav Gerecke \| USPD \| |                                                                |                |
| Amt | Name                                                           | Partei         |
| Präsident Inneres | Sepp Oerter                                                    | USPD           |
| Finanzen | Sepp Oerter (geschäftsführend) Ernst Bartels ab 17. April 1919 | USPD parteilos |
| Landwirtschaft und Kammer | Heinrich Jasper                                                | SPD            |
| Schule und Kirche | Gustav Steinbrecher                                            | SPD            |
| Handel und Verkehr | Rudolf Löhr (geschäftsführend) Otto Antrick ab 1. März 1919    | USPD /SPD      |
| Verteidigung | Albin Undeutsch                                                | SPD            |
| Recht | August Junke                                                   | USPD           |
| Volksbildung | Albin Undeutsch bis 19. März 1919 Albert Schelz                | SPD            |
| Arbeit | Carl Eckardt bis 17. April 1919                                | USPD           |
| Ernährung | Gustav Gerecke                                                 | USPD           |